# Église du Gesù Nuovo de Naples
L'église du Gesù Nuovo est un édifice religieux catholique de la ville de Naples (Italie), sis sur la grande place du même nom. Construite en 1584 à partir d'un ancien palais princier du XVe siècle, elle compte parmi les plus importantes du point de vue de l'histoire, de l'art et de la culture de la cité parthénopéenne. Principale église des Jésuites de Naples, l'édifice est un des plus célèbres de l'art baroque napolitain. 

## Histoire
L'église du Gesù Nuovo a été bâtie à partir de 1584 mais sa façade, très inhabituelle, est bien plus ancienne: bâtie en piperno, pierre noire lavique de Naples, elle est entièrement constituée de bossages en pointe de diamant. Elle doit cet aspect particulier au fait qu'elle a gardé la façade de l'un des plus importants palais napolitains de la Renaissance, le palais Sanseverino, appartenant aux princes de Salerne. Cette façade à bossage date de 1470 et constitue tout ce qu'il reste de la grande demeure érigée par Novello da San Lucano pour le prince Roberto Sanseverino. 
En 1552, son descendant, le prince Ferrante Sanseverino, fut contraint à l'exil par le vice-roi espagnol de Naples, Pedro Alvarez de Tolède, pour avoir résisté à l'introduction de l'Inquisition à Naples. Tous ses biens furent confisqués, y compris son palais napolitain. En 1584, les Jésuites, présents à Naples depuis les années 1550, rachètent le complexe en vue d'en faire une résidence ou collège dans la cité parthénopéenne, en lieu et place de l'église du Gesù Vecchio située non loin du palais Sanseverino - d'où le qualificatif de Gesù Nuovo (« Gesù neuf ») pour la nouvelle église afin de la distinguer de l'ancienne, qui devint dès lors le Gesù Vecchio (« Gesù vieux »). Les travaux de construction de l'église du Gesù Nuovo durèrent jusqu'en 1601 et l'ancien ilot du palais Sanseverino accueillit également deux autres édifices jésuites: le Palais des Congrégations (1592) et la Maison professe (1608). Ainsi un grand complexe jésuite vit le jour sur la plus grande place de Naples.
Les Jésuites chargèrent les architectes Giuseppe Valeriano et Pietro Provedi de la construction de l'église. De l'ancien palais Sanseverino, ceux-ci ne gardèrent que la façade et son portail de marbre. L'église, parmi les plus grandes de Naples, fut consacrée le 7 octobre 1601. Entre 1629 et 1634 fut érigée la première coupole du sanctuaire qui fut ensuite décorée d'une fresque de Giovanni Lanfranco. Mais un tremblement de terre obligea à reconstruire la coupole entre 1693 et 1695, ce dont se chargea Arcangelo Guglielmelli, qui modifia également le portail central de l'église, hérité du palais Sanseverino.
Les travaux de renforcement et de décoration du sanctuaire furent complètement terminés en 1725.
Mais en 1774, à cause du deuxième écroulement partiel de la coupole, celle-ci fut abattue et entièrement refaite en 1786 par Ignazio di Nardo, qui créa une fausse coupole écrasée, une sorte de calotte qui fut décorée, à l'intérieur, de caissons géométriques.
Comme beaucoup d'autres monuments napolitains l'église fut endommagée par les bombardements américains au cours de la Seconde Guerre mondiale et dut être restaurée après-guerre.

## Description

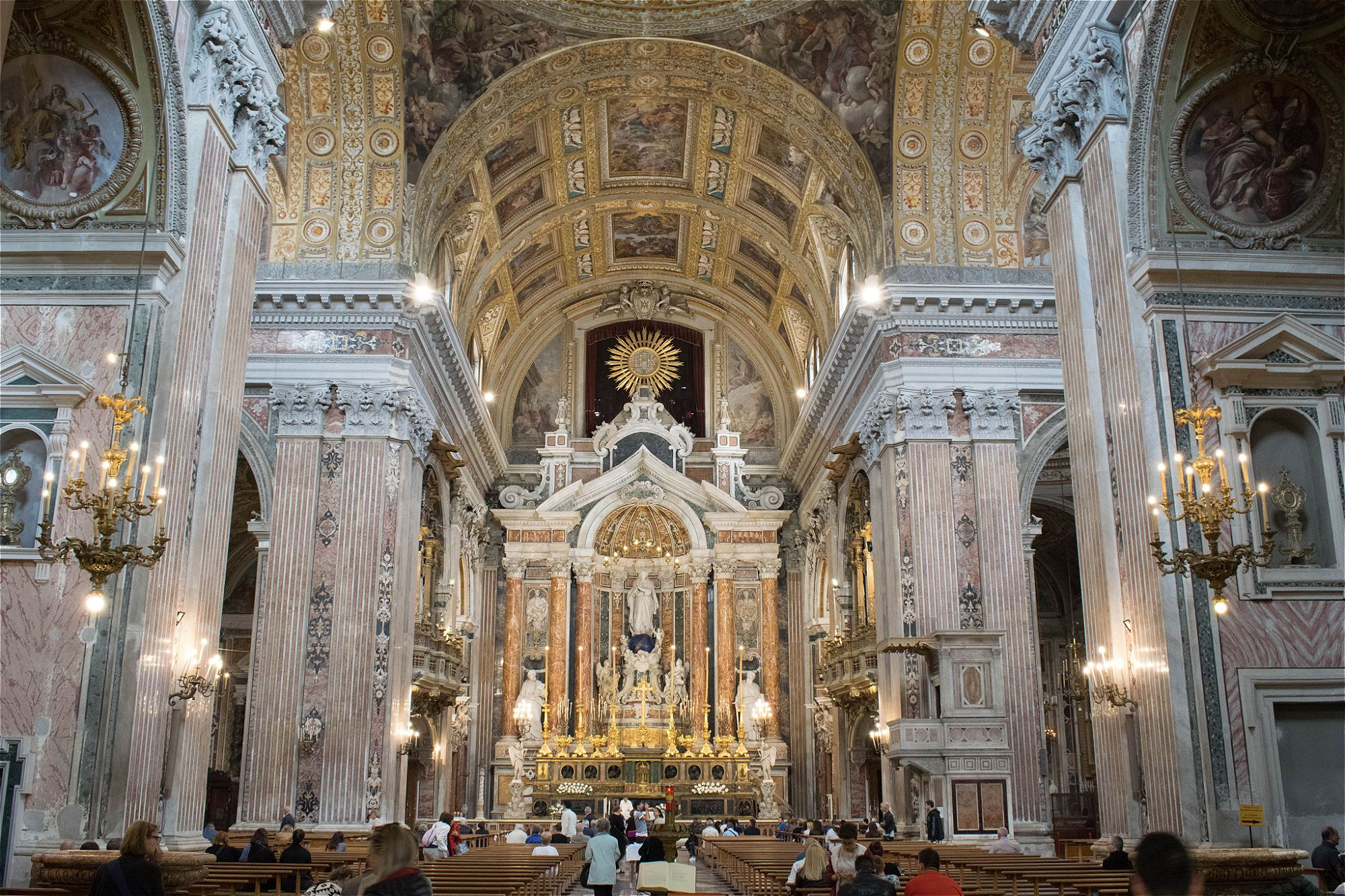
Vue de la nef, en direction du chœur

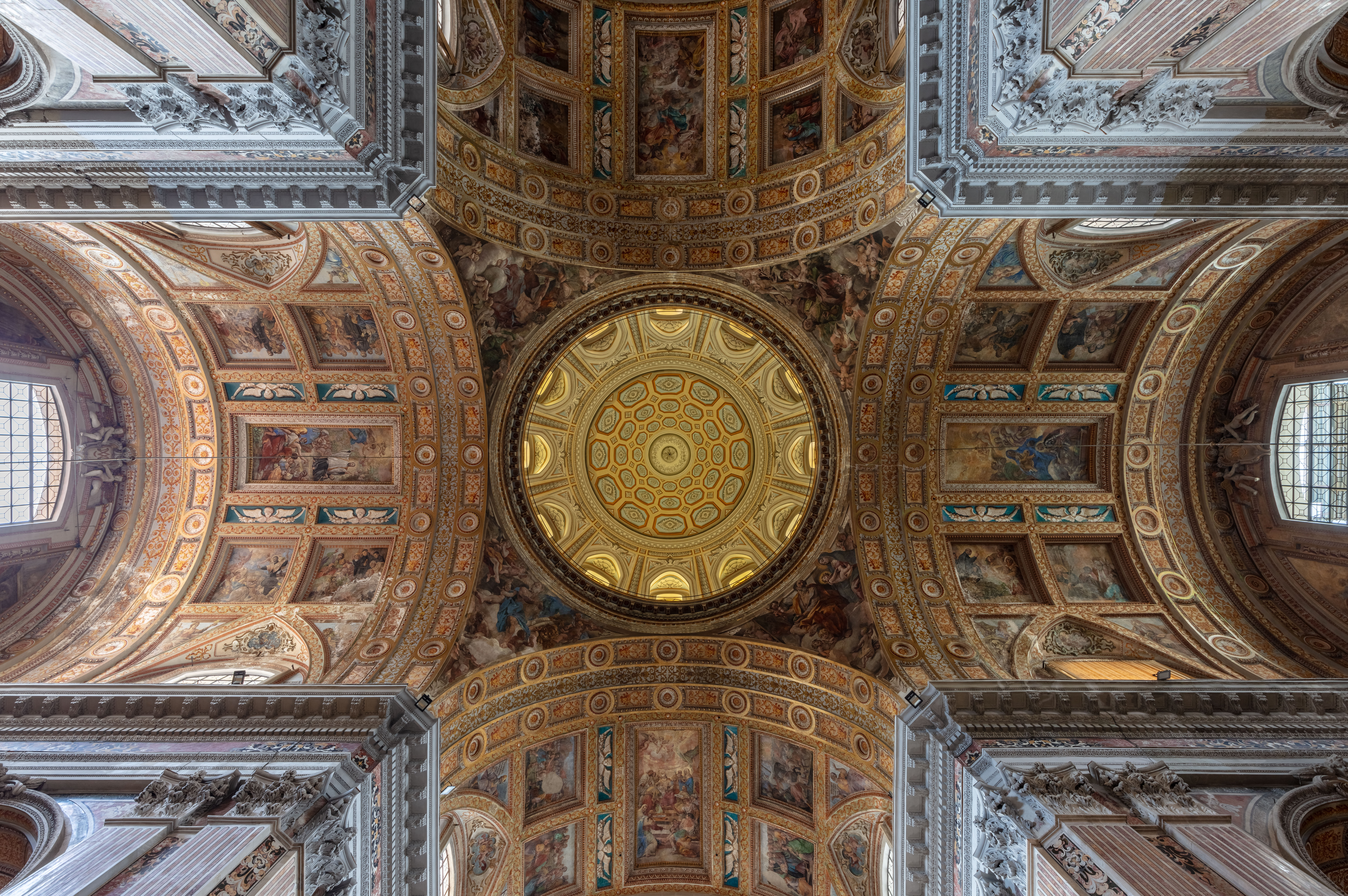
Croisée du transept de l'église. Mars 2023.

La façade en piperno présente une décoration à bossage en pointe de diamant sur toute sa surface, motif typique de la Renaissance italienne. Une plaque de marbre insérée dans la façade porte une épigraphe rappelant le nom de l'architecte du palais Sanseverino, Novello da San Lucano, et la date d'achèvement des travaux, 1470. La façade de l'église est percée d'un portail central en marbre qui est l'ancien portail du palais Sanseverino (datant du début du XVIe siècle puis modifié au XVIIe siècle par l'ajout d'un fronton et deux colonnes). Les deux portails latéraux de même que les trois verrières datent de la fin du XVIe siècle, au moment des travaux de construction de l'église.
L'église adopte un plan en croix grecque avec une nef légèrement allongée par rapport au chœur. Elle est munie de trois vaisseaux : une nef flanquée de deux déambulatoires bordés de quatre chapelles latérales. Deux chapelles encadrent le chœur, accessible à partir des deux déambulatoires. La hauteur sous voûte est très importante, ce qui fait du sanctuaire l'un des plus majestueux de Naples, reflétant l'influence de la Compagnie de Jésus à l'époque de la domination espagnole.
Une grande partie du décor intérieur en marbre polychrome est dû au célèbre architecte et sculpteur Cosimo Fanzago.
La contre-façade a été ornée, en 1725, d'une vaste fresque de Francesco Solimena représentant Héliodore chassé du Temple, qui constitue l'un des chefs-d'œuvre de l'artiste.
Les fresques de la nef sont de Belisario Corenzio et furent complétées par Paolo de Matteis à la fin du XVIIe siècle, à la suite des dégâts du tremblement de terre qui détruisit la coupole. Les fresques du choeur sont, elles, l'œuvre de Massimo Stanzione. Les pendentifs de la coupole, ornés de la représentation des Quatre Évangélistes, sont tout ce qui reste du décor à fresque peint par Giovanni Lanfranco sur la coupole d'origine.
Parmi les peintures et sculptures des autels des chapelles latérales, se trouvent des œuvres importantes de Pietro Bernini, Cosimo Fanzago, José de Ribera, Luca Giordano, Massimo Stanzione ou encore Sebastiano Conca.